# Хамаді Джебалі

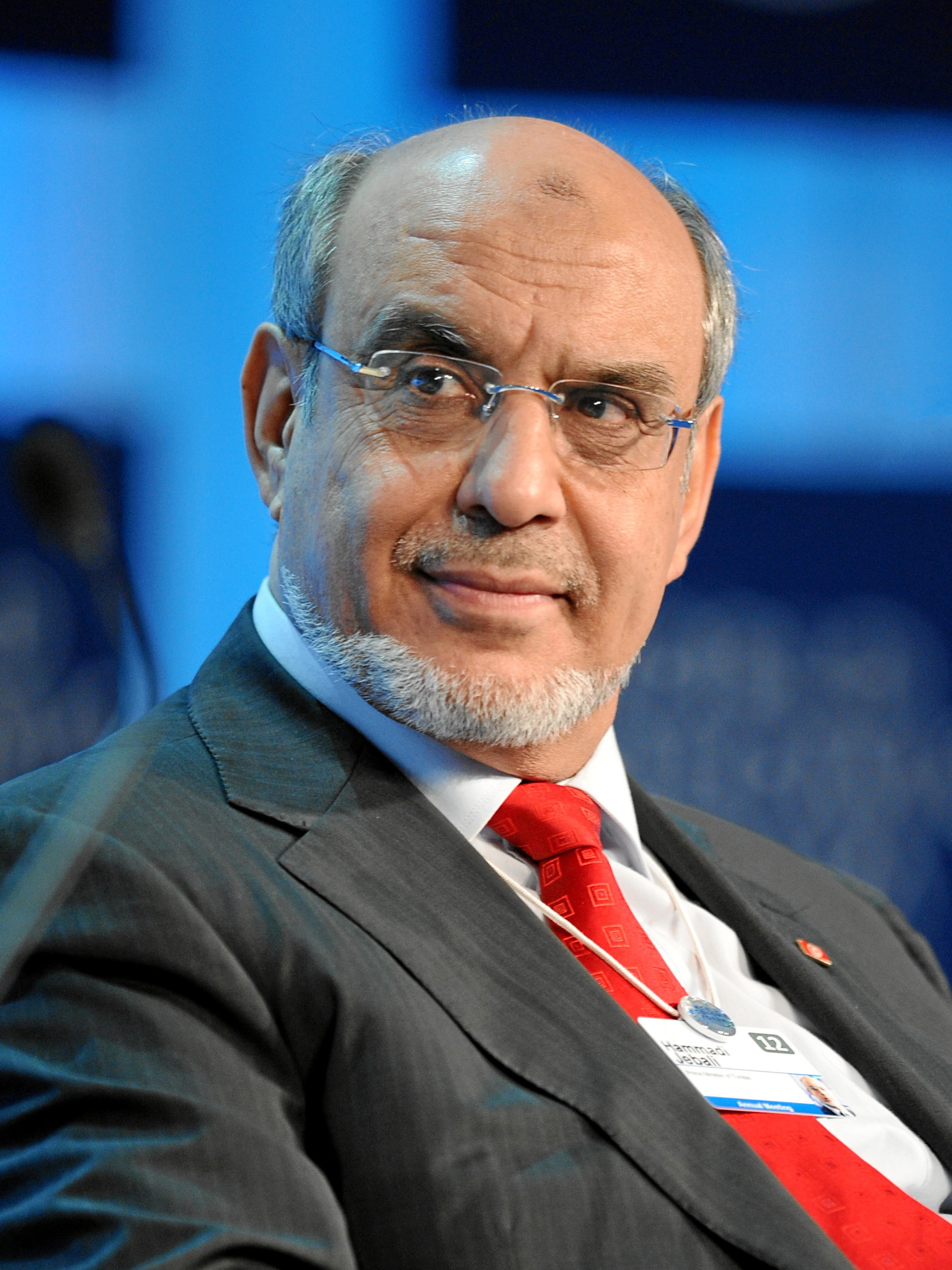
Хамаді Джебалі

Хамаді Джебалі (араб. حمادي الجبالي; нар. 12 січня 1949, Сус) — туніський політик і журналіст, колишній прем'єр-міністр Тунісу з 24 грудня 2011 року по 19 лютого 2013 р. Генеральний секретар помірної ісламістської Партії відродження.
За освітою — інженер, навчався в Туніському і Паризькому університетах. Його спеціалізація — поновлювані джерела енергії. З 1981 року бере участь у діяльності ісламістських організацій, довгий час був редактором газети Партії відродження, «Аль-Фаджр» (Світанок). У 1990 році, незабаром після узурпації влади Зін аль-Абідін бен Алі, був засуджений до умовного тюремного терміну і штрафу за публікацію в газеті матеріалів, у яких влада виявила заклики до зміни конституційного ладу. Пізніше в тому ж році в газеті був розміщений інший матеріал проти діяльності військово-польових судів, за який Джебалі був засуджений на один рік ув'язнення. У 1992 році був разом з низкою інших членів Партії відродження звинувачений у підготовці перевороту і засуджений на 16 років, понад 10 років з яких провів в одиночній камері. У в'язниці неодноразово оголошував голодування. Був звільнений у зв'язку з амністією у 2006 році, незадовго до закінчення терміну.
Після революції в Тунісі Партія відродження була легалізована після тривалого періоду підпілля. На виборах в Установчі збори 23 жовтня 2011 партія завоювала 89 місць з 217, і незабаром Установчі збори підтримало кандидатуру Джебалі на пост прем'єр-міністра, в той час як пост президента дістався представникові світських партій. Такий розподіл місць стало результатом угоди між трьома найбільшими партіями.
За словами Джебалі, пріоритетним напрямком роботи його уряду має стати відновлення і розвиток економіки. Він також заявив, що не планується нав'язувати норми мусульманської етики для іноземних туристів. У той же час, Джебалі допустив необережні висловлювання про настання епохи «шостого халіфату», що було витлумачено опонентами як прагнення створити теократичну державу.
6 лютого 2013 після вбивства опозиціонера-секуляриста Белаїда Шокрі в країні розгорнулися масові антиурядові акції, організовані світськими силами країни. Під тиском громадськості Джебалі був змушений спочатку розпустити уряд, що складається з помірно ісламістської Партії відродження, генеральним секретарем якої він був і оголосити про формування безпартійного технічного уряду. Однак це закінчилося для нього провалом, і Джебалі подав у відставку 19 лютого 2013.